# 加蓬航空
加蓬航空（法語：Gabon Airlines）是一間位於加蓬利伯維爾的航空公司。加蓬航空於2007年開始營運由利伯維爾至巴黎之服務。航空公司集中於建立非洲及歐洲之航線。

## 歷史
航空公司由私人投資者、銀行及保險公司擁有。。航空公司的CEO為Christian Bongo Ondimba，是加蓬前總統Omar Bongo的兒子

## 目的地
- 法國
  - 馬賽（馬賽普羅旺斯機場）
  - 巴黎（巴黎－夏爾·戴高樂機場）

- 加蓬
  - 利伯維爾（利伯維爾國際機場）樞紐
  - 讓蒂爾港（讓蒂爾港國際機場）

- 剛果
  - 黑角（黑角機場）

- 南非
  - 約翰內斯堡（奧利弗·坦博國際機場）

## 機隊
加蓬航空的机队情况如下（2009年1月12日）：
- 2架波音767-222
- 1架波音757-200

## 外部連結
- 官方網站（页面存档备份，存于）
- 加蓬機架